# 飯田哲也 (社会学者)
飯田 哲也（いいだ てつや、 1936年9月17日 - 2023年5月9日）は、日本の社会学者。専門は、家族社会学。
富山市生まれ。法政大学社会学部卒業後、法政大学大学院社会学研究科単位取得退学。1992年、名古屋大学から博士（文学）の学位を取得。日本福祉大学講師・助教授、立命館大学産業社会学部助教授・教授を歴任。

## 著書

### 単著
- 『家族の社会学』（ミネルヴァ書房, 1976年）
- 『家族社会学の基本問題』（ミネルヴァ書房, 1985年）
- 『テンニース研究――現代社会学の源流』（ミネルヴァ書房, 1991年）
- 『家族と家庭――望ましい家庭を求めて』（学文社, 1994年／第3版, 2003年）
- 『現代日本家族論』（学文社, 1996年／第2版, 2001年）
- 『中国放浪記――朋友といわれた私』（学文社, 1997年）
- 『現代日本生活論』（学文社, 1999年）
- 『社会学の理論的挑戦』（学文社, 2004年）

### 編著
- 『都市化と家族の社会学』（ミネルヴァ書房, 1986年）
- 『「基礎社会学」講義』（学文社, 2002年）

### 共編著
- （浜岡政好）『人間性の危機と再生――現代日本の社会問題』（法律文化社, 1988年）
- （安江孝司）『伝統と新しい波――現代への社会学的接近』（時潮社, 1989年）
- （遠藤晃）『家族政策と地域政策』（多賀出版, 1990年）
- （加藤西郷）『思春期と道徳教育――未来への希望と責任』（法律文化社, 1990年）
- （浜岡政好・早川洋行・林彌富）『応用社会学のすすめ』（学文社, 2000年）
- （中川順子・浜岡政好）『新人間性の危機と再生』（法律文化社, 2001年）
- （早川洋行）『現代社会学のすすめ』（学文社, 2006年）
- （坪井健）『現代中国の生活変動』（時潮社, 2007年）